# Плейнфілд (Нью-Йорк)
Плейнфілд (англ. Plainfield) — місто (англ. town) в США, в окрузі Отсего штату Нью-Йорк. Населення — 922 особи (2020).

## Демографія
Згідно з переписом 2010 року, у місті мешкало 915 осіб у 352 домогосподарствах у складі 256 родин. Було 431 помешкання
Расовий склад населення:
| - 98,5 % — білих - 0,4 % — чорних або афроамериканців - 0,4 % — азіатів - 0,2 % — корінних американців |

До двох чи більше рас належало 0,4 %. Частка іспаномовних становила 1,1 % від усіх жителів.
За віковим діапазоном населення розподілялося таким чином: 25,5 % — особи молодші 18 років, 58,5 % — особи у віці 18—64 років, 16,0 % — особи у віці 65 років та старші. Медіана віку мешканця становила 41,8 року. На 100 осіб жіночої статі у місті припадало 102,4 чоловіків;  на 100 жінок у віці від 18 років та старших — 101,8 чоловіків також старших 18 років.
Середній дохід на одне домашнє господарство  становив 64 264 долари США (медіана — 52 250), а середній дохід на одну сім'ю — 73 449 доларів (медіана — 64 500). Медіана доходів становила 51 875 доларів для чоловіків та 35 000 доларів для жінок. За межею бідності перебувало 12,2 % осіб, у тому числі 16,0 % дітей у віці до 18 років та 8,8 % осіб у віці 65 років та старших.
Цивільне працевлаштоване населення становило 389 осіб. Основні галузі зайнятості: освіта, охорона здоров'я та соціальна допомога — 19,8 %, виробництво — 17,7 %, науковці, спеціалісти, менеджери — 10,8 %, будівництво — 10,3 %.